# Ignalina kärnkraftverk

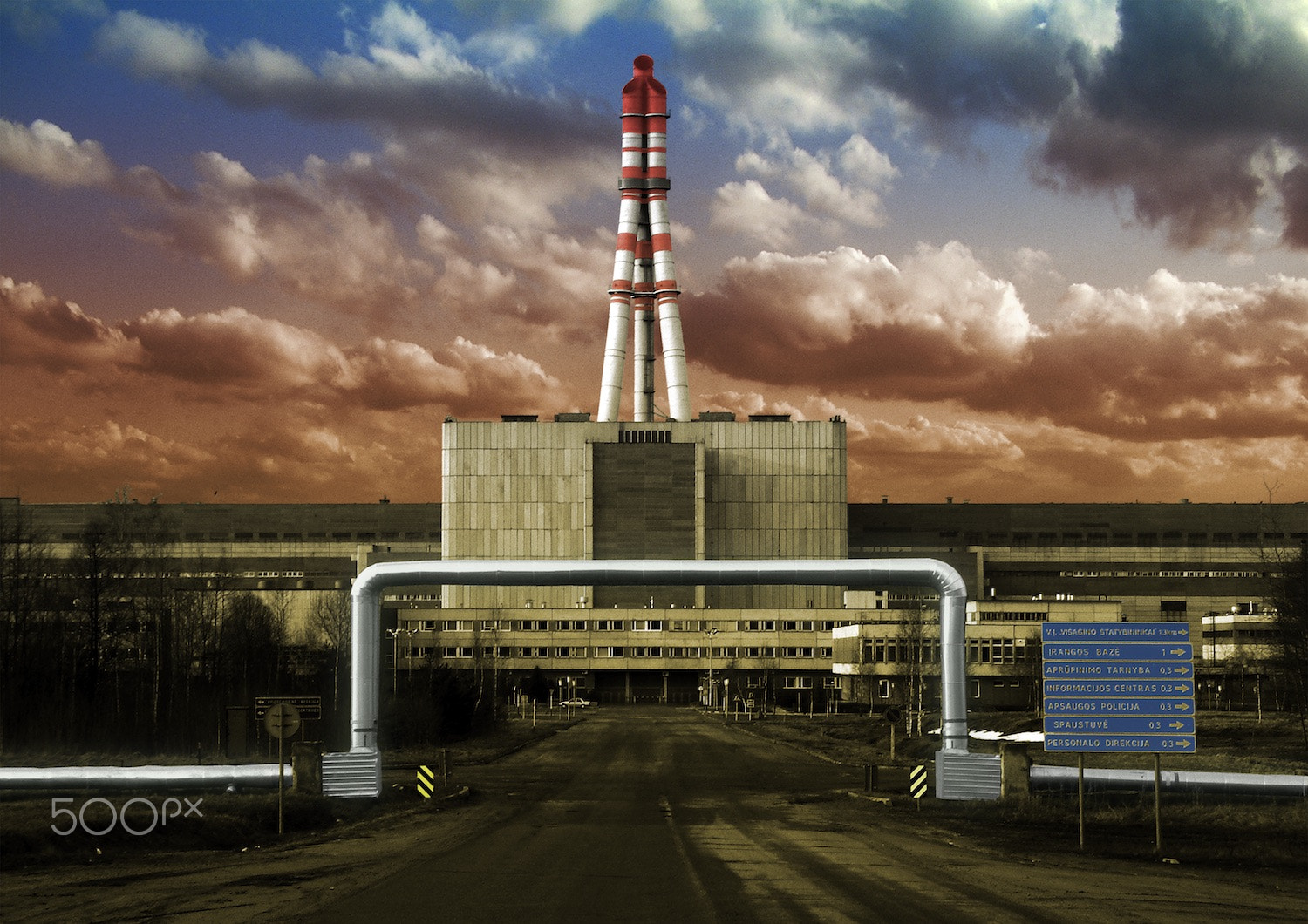
Ignalina 24 mars 2004.

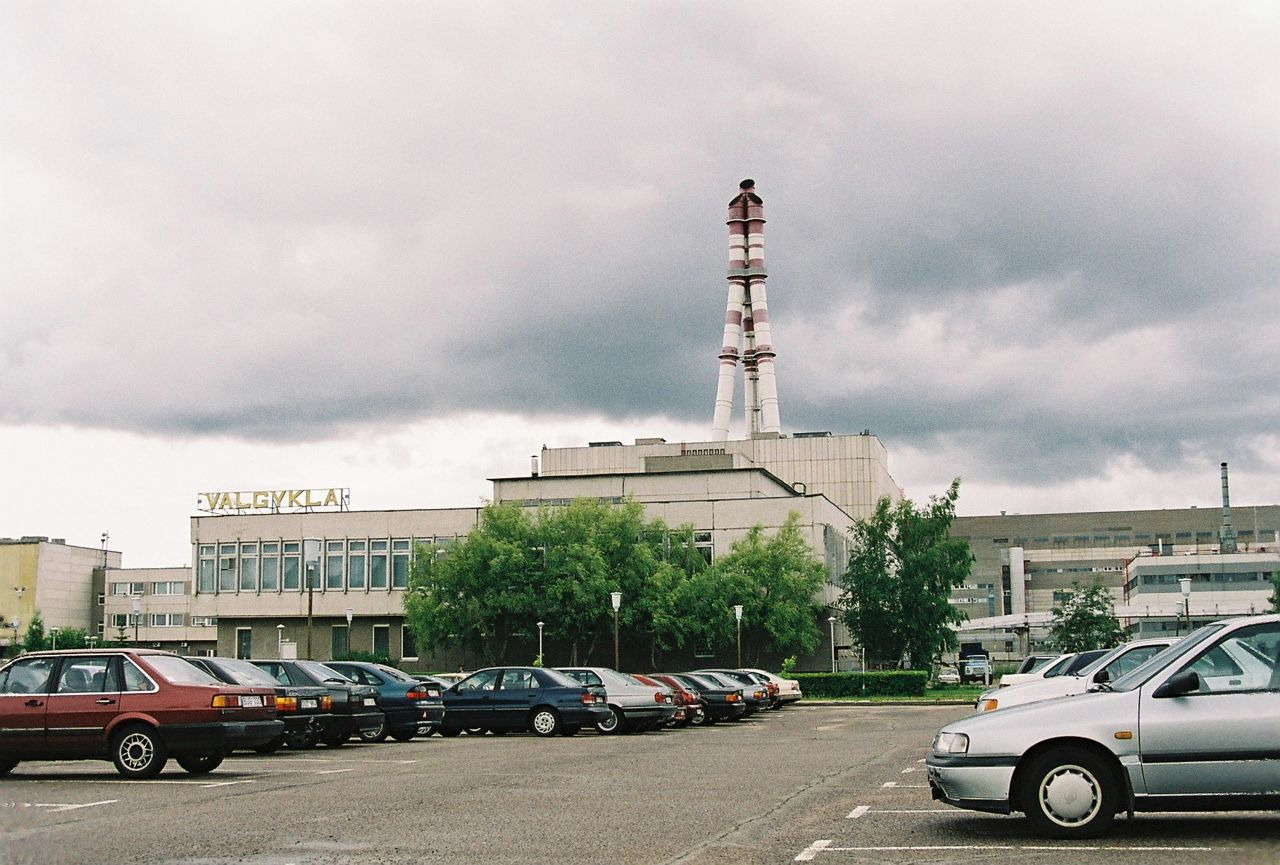
Block 1

Ignalina kärnkraftverk var ett kärnkraftverk med två RBMK-1500-reaktorer i Visaginas i Litauen. Namnet kommer från den närliggande större staden Ignalina. Klockan 23.00 lokal tid på nyårsaftonen 2009 skedde den slutgiltiga avstängningen av den sista reaktorn på kärnkraftverket.

## Reaktorer
Ignalinaverket hade två RBMK-1500 vattenkylda grafitmodererade tryckrörsreaktorer med en elektrisk effekt på 1 500 MW vardera, senare nedgraderade till 1 300 MW. Reaktortypen RBMK kunde till följd av sin konstruktion i princip byggas godtyckligt stora och länge var RBMK-1500 den största reaktorn i världen i termer av effekt. Som jämförelse kan nämnas att den av Vattenfall ägda Krümmel kärnkraftverk, världens största kokvattenreaktor (BWR) var på 1400 MW. Det var först i och med driftsättningen av den nya EPR-reaktorn Olkiluoto 3 i Olkiluoto kärnkraftverk i Finland, med en eleffekt på 1 600 MW, som RBMK-typen överträffades.

## Historia
Kraftverket började byggas 1978. Reaktor 1 driftsattes i slutet av 1983 och reaktor 2 1987 med en planerad drifttid på 30 år. Bygget av en tredje reaktor påbörjades 1985 men avbröts 1988 efter Tjernobylolyckan.
Staden vid kärnkraftverket, Visaginas, byggdes för att rymma arbetarna vid kärnkraftverket. Tidigare fanns där ingen bebyggelse. Kärnkraftverket placerades bredvid Litauens största sjö, Drūkšiai, som nu till en viss del delas med Belarus. Sjön användes för att få kylvatten till verket och temperaturen i sjön steg därmed med cirka 3 °C, vilket har orsakat övergödning. Ignalinas utsläpp av bland annat tungmetaller har också samlats i sjövatten och sediment.
1994 accepterade Litauen medel från Europeiska banken för återuppbyggnad och utveckling (EBRD), totalt 34,8 miljoner ecu för att höja verkets säkerhet. Detta villkorades av att planera för att stänga verket inom 15–20 år. Omfattande uppgraderingar gjordes med stöd av andra länder, inte minst Sverige.
Som ett krav för att få gå med i Europeiska unionen gick Litauen med på att stänga verket tidigare. EU gick i sin tur med på att betala rivningen samt viss kompensation till och med 2013. Beslutet mötte stort folkligt motstånd.
2004, sista året då båda reaktorerna var i drift, svarade de för 70 % av Litauens elproduktion.
Reaktor 1 stängdes i slutet av 2004 och reaktor 2 stängdes i slutet av 2009.

## Planer på nya reaktorer
Under 1990- och 2000-talen diskuterades det kring att bygga ett nytt kärnkraftverk vid samma område. I februari 2007 berättade den litauiske presidenten Valdas Adamkus att ”det finns ett avtal mellan Litauen, Lettland, Estland och Polen att säkerställa energisjälvständighet genom att bygga mer än en kärnreaktor.” Enligt statsminister Gediminas Kirkilas skulle affären vara avklarad i mitten av 2008, och arbetet påbörjas 2015. Den 28 juni 2007 godkände Litauens parlament en lag kring byggandet av ett nytt kärnkraftverk, Visaginas kärnkraftverk. Kraftverket planerades då bestå av två reaktorer och bygget av den första beräknades börja omkring 2012 och vara färdigt 2018–2020. De två reaktorerna beräknades få en sammanlagd installerad effekt på runt 3 400 MW.
14 oktober 2012 hölls en rådgivande folkomröstning i Litauen där 34 % röstade för att bygga det nya kärnkraftverket och 63 % röstade emot. 2016 sa f.d. energiminister Arvydas Sekmokas i en intervju att det nya verket inte kommer att byggas.

## Reaktorfakta
| Benämning                | Typ       | Netto- effekt | Brutto- effekt | Bygg- start | Första fasning | Kommersiell drift | Stängdes                                                     |
| ------------------------ | --------- | ------------- | -------------- | ----------- | -------------- | ----------------- | ------------------------------------------------------------ |
| Ignalina-1               | RBMK-1500 | 1 185 MW      | 1 300 MW       | 1977-05-01  | 1983-12-31     | 1985-05-01        | 2004-12-31                                                   |
| Ignalina-2               | RBMK-1500 | 1 185 MW      | 1 300 MW       | 1978-01-01  | 1987-08-20     | 1987-12-01        | 2009-12-31                                                   |
| Ignalina-3               | RBMK-1500 | 1 380 MW      | 1 500 MW       | 1985-06-01  | –              | –                 | Byggandet avbröts 1988-08-30, och rivningen slutfördes 2008. |
| Ignalina-4[källa behövs] | RBMK-1500 | –             | 1 500 MW       | –           | –              | –                 | Planerna avslutade                                           |